# Memoriał Agaty Mróz-Olszewskiej 2024
Memoriał Agaty Mróz-Olszewskiej 2024 – 12. edycja turnieju siatkarskiego, która odbyła się w dniach 16–19 lipca (z jednym dniem przerwy) 2024 roku w Mielcu.

## Rozgrywanie meczów[2]
| Miasto    | Mielec                          |
| Hala      | Hala sportowo-widowiskowa MOSiR |
| Pojemność | 3000                            |

## Uczestnicy[3]
- Polska
- Serbia
- Dominikana
- Francja

## Mecze

### Tabela
| Lp. | Drużyna    | Mecze | Mecze   | Mecze   | Pkt | Sety | Sety | Sety  | Małe punkty | Małe punkty | Małe punkty |
| Lp. | Drużyna    | M     | W (3:2) | P (2:3) | Pkt | wyg. | prz. | ratio | zdob.       | str.        | ratio       |
| --- | ---------- | ----- | ------- | ------- | --- | ---- | ---- | ----- | ----------- | ----------- | ----------- |
| 1   | Serbia     | 3     | 2 (0)   | 1 (1)   | 7   | 8    | 4    | 2.000 | 277         | 238         | 1.164       |
| 2   | Polska     | 3     | 2 (0)   | 1 (0)   | 6   | 7    | 3    | 2.333 | 233         | 209         | 1.115       |
| 3   | Dominikana | 3     | 2 (1)   | 1 (0)   | 5   | 6    | 5    | 1.200 | 235         | 239         | 0.983       |
| 4   | Francja    | 3     | 0 (0)   | 3 (0)   | 0   | 0    | 9    | 0.000 | 169         | 228         | 0.741       |

Źródło: [] (pol.)
Punktacja: 3:0 i 3:1 – 3 pkt; 3:2 – 2 pkt; 2:3 – 1 pkt; 1:3 i 0:3 – 0 pkt
Zasady ustalania kolejności: 1. liczba zwycięstw; 2. liczba punktów; 3. stosunek setów; 4. stosunek małych punktów; 5. bilans w bezpośrednich meczach
Wyniki
| Data  | Godz. | Drużyna 1  | Wynik | Drużyna 2  | 1     | 2     | 3     | 4     | 5     | *      |
| ----- | ----- | ---------- | ----- | ---------- | ----- | ----- | ----- | ----- | ----- | ------ |
| 16.07 | 16:00 | Serbia     | 3:0   | Francja    | 25:17 | 25:17 | 25:22 |       |       | Raport |
| 16.07 | 18:30 | Polska     | 3:0   | Dominikana | 25:18 | 25:19 | 25:21 |       |       | Raport |
| 18.07 | 16:00 | Dominikana | 3:2   | Serbia     | 25:21 | 11:25 | 25:27 | 25:23 | 16:14 | Raport |
| 18.07 | 18:30 | Polska     | 3:0   | Francja    | 25:11 | 28:26 | 25:22 |       |       | Raport |
| 19.07 | 16:00 | Francja    | 0:3   | Dominikana | 16:25 | 15:25 | 23:25 |       |       | Raport |
| 19.07 | 18:30 | Polska     | 1:3   | Serbia     | 25:17 | 21:25 | 15:25 | 19:25 |       | Raport |